# Cruzilles-lès-Mépillat
Cruzilles-lès-Mépillat település Franciaországban, Ain megyében. Lakosainak száma 951 fő (2022. január 1.). Cruzilles-lès-Mépillat Bey, Cormoranche-sur-Saône, Garnerans, Grièges, Illiat, Laiz és Saint-André-d’Huiriat községekkel határos.

## Népesség
A település népességének változása:
| Lakosok száma | 515  | 500  | 580  | 768  | 831  | 832  | 868  | 893  | 922  | 951  |
|               | 1968 | 1982 | 1990 | 2006 | 2013 | 2015 | 2017 | 2019 | 2020 | 2022 |